# Simon Guillain
Simon Guillain, detto Gigantibus o de Gigante (Parigi, 1581 – Parigi, 1658), è stato uno scultore francese.

## Biografia

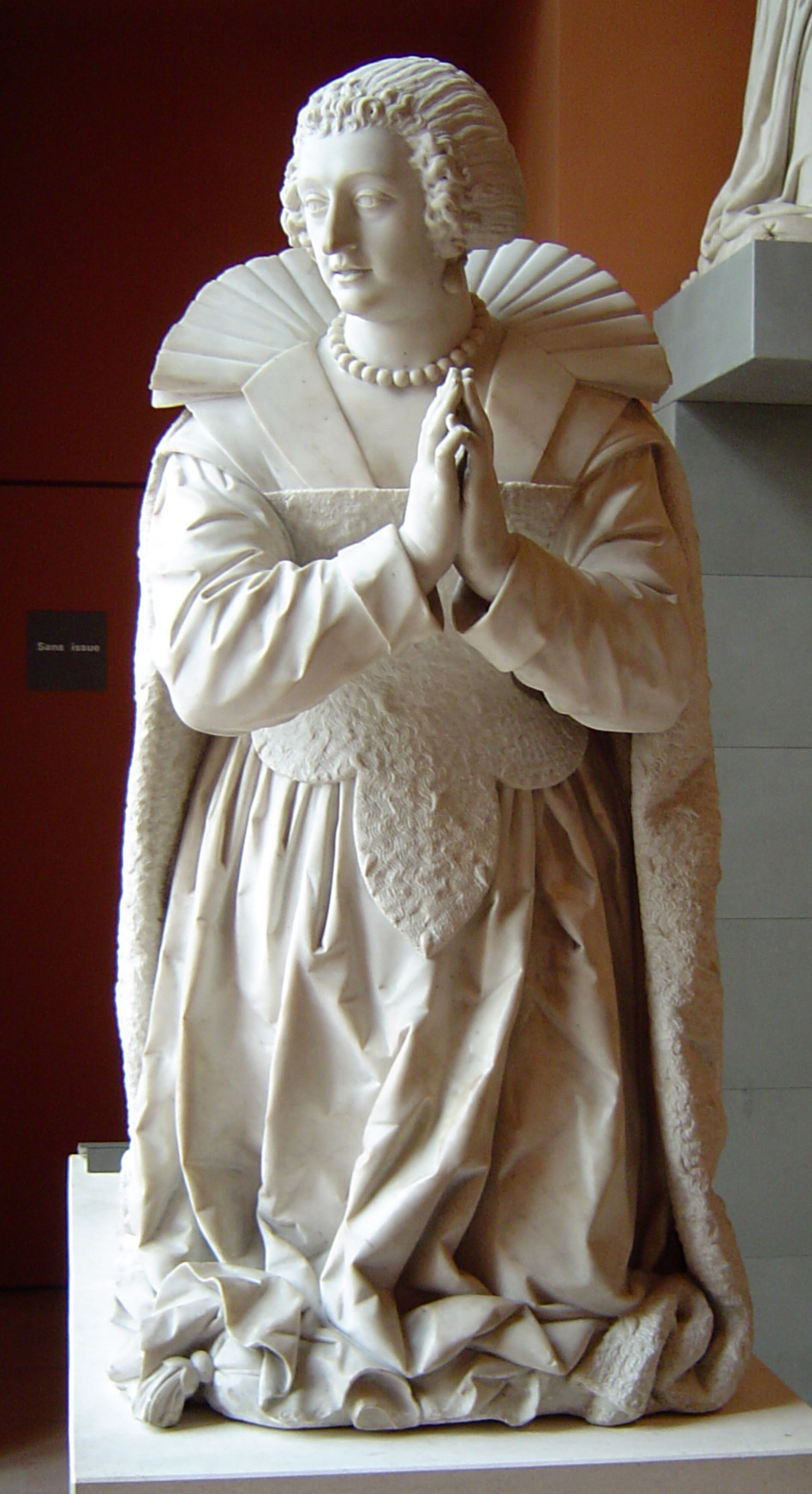
Monumento funerario di Carlotta Caterina de La Trémoille, 1629, Museo del Louvre

Si accostò alla scultura grazie agli insegnamenti del padre Nicolas, perfezionandosi successivamente all'Accademia di corte, ambiente dove si respirava un'atmosfera di grande ammirazione per l'arte classica.
Il suo soggiorno romano, effettuato agli inizi del Seicento, rafforzò questa tendenza artistica, che Guillain espresse in opere di grande rilevanza, quali le due statue di San Gervasio e Protasio per la chiesa di San Gervais a Parigi, alcune statue marmoree per la chiesa della Sorbona, il Mausoleo di Carlotta Caterina, vedova del principe di Condé nel convento delle Figlie dell'Ave Maria.
Durante il suo soggiorno a Roma, Guillin realizzò una copia delle Arti per via di Bologna: ottanta acqueforti da disegni di Annibale Carracci, oltre ad un frontespizio ornato con il ritratto di Annibale Carracci. Il frontespizio dell'opera è il seguente: Diverse Figure, al numero di ottanta, disegnato di penna, nell'hore di ricreazione di Annibale Carracci, intagliate in rame, e cavate dai originali da Simone Guilino Parigino. Dedicate a tutti i Virtuosi ed intendenti della professione della pittura e del disegno, A Roma nella stamparia di Lodovico Grignani, MDCXLVI, Con licenza di superiori, In foglio.
Ma il suo nome è entrato nella storia della scultura soprattutto per il colossale Monumento alla gloria di Luigi XIII e della sua famiglia, terminato nel 1648, in coincidenza con il trattato di Westfalia, e collocato all'ingresso del Pont-au-Change sulla Senna.
L'opera era costituita da un doppio ordine architettonico e decorata di stemmi, trofei, figure animali e umane come corollario delle principali statue bronzee di Luigi XIII di Francia, della Regina Anna d'Austria, e di Luigi XIV di Francia infante.
Guillain, oltre all'abilità tecnica e stilistica, trasmise ed espresse in queste sue opere sia segni di gloria e di magnificenza, sia un'esaltazione per un ambiente e per dei personaggi che sicuramente ammirava.
Ogni dettaglio delle sue opere fu intriso di classicismo, senza per questo togliere nulla alla caratterizzazione personale e genuina di alcuni aspetti specifici, come ad esempio i volti. Fu un rinnovatore del Rinascimento francese.
Fu eletto capitano del suo Quartiere e nel 1651 fu uno dei fondatori dell'Accademia Reale di Pittura e di Scultura parigina.